# Marian Kechlibar
Marian Kechlibar (13. srpna 1978 Ostrava) je český matematik, publicista a bloger.
Vystudoval matematiku na Karlově univerzitě, obory algebra a kryptografie. Zabývá se také publicistikou, komentuje politiku a současné dění. Přispívá do týdeníku Echo24 a mnoha jiných médií a provozuje vlastní blog. V roce 2019 byl za svůj blog nominován na cenu Magnesia Litera.
V roce 2015 se podílel na aktivitách českého think tanku Institut 2080, byl členem jeho dozorčí rady. V roce 2021 a 2022 byl členem správní rady Společnosti pro obranu svobody projevu.

## Dílo
- Zapomenuté příběhy 1–8[5] (2018–2025) – knižní série sbírek příběhů z historie lidstva
- Krvavé levandule (2019)